# كريس مغوثري
كريس مغوثري (بالإنجليزية: Chris McGuthrie)‏ مواليد 9 يونيو 1974 في واشنطن العاصمة، هو مدرب كرة سلة أمريكي ولاعب معتزل. بدأ مسيرته الاحترافية في سنة 1997. يبلغ طوله 5 قدم 9 بوصة (1.8 م). اعتزل اللعب في 2006.

## المسيرة الاحترافية
لعب مع نادي أمستردام لكرة السلة من سنة 1998 إلى 2003، ثم لعب مع نادي بلد الوليد لكرة السلة في الدوري الإسباني في موسم 2003–2004، ثم لعب مع نادي شيبينيك لكرة السلة في سنة 2004.

## روابط خارجية
- كريس مغوثري على موقع الدوري الإسباني لكرة السلة (الإسبانية)
- كريس مغوثري على موقع كرة السلة الأوروبية.كوم (الإنجليزية)
- كريس مغوثري على موقع كلية كرة السلة في سبورتس رفرنس.كوم (الإنجليزية)
- كريس مغوثري على موقع ريلجم (الإنجليزية)
- كريس مغوثري على موقع سبورتس رفرنس (الإنجليزية)